# TAI Aksungur
Il TAI Aksungur è un UCAS a lunga autonomia e medie altitudini sviluppato dalla turca TAI, in grado di assolvere missioni di intelligence multiruolo di lunga durata, pattugliamento marittimo, ricognizione e attacco al suolo.

## Storia del progetto
Lo sviluppo dell'Aksungur (che tradotto significa Girfalco) risale alla fine del 2017, mentre la presentazione al pubblico è avvenuta il 30 aprile 2019, durante la Fiera internazionale dell'industria della difesa di Istanbul. 
Per lo sviluppo del velivolo sono stati realizzati due prototipi.
Le prime prove a terra del velivolo sono iniziate il 17 febbraio 2019, l'accensione del motore il 28 febbraio 2019, mentre le prove di rullaggio sono iniziate il 7 marzo 2019. Il 20 marzo 2019, l'Aksungur ha compiuto con successo il suo volo inaugurale che è durato 4 ore e 20 minuti, durante il quale ha dimostrato le sue capacità di decollo e atterraggio in autonomia.
Il 10 settembre 2020, il velivolo ha sganciato per la prima volta una bomba Mk 82 da 500 libbre, dotata del kit a guida laser TEBER, prodotto dall'azienda turca Roketsan.

### Tecnica
L'Aksungur presenta una configurazione simile all'israeliano IAI Eitan, con la fusoliera centralizzata sotto le ali, nella quale vengono ospitati sistemi di avionica, fotocamera e sensori. Sotto ciascuna ala è montato un motore le cui gondole si estendono all'indietro in un braccio di coda, ognuno dei quali termina con uno stabilizzatore verticale, uniti a loro volta da un piano di coda orizzontale. Il carburante è immagazzinato nella fusoliera e nelle ali, mentre il carrello di atterraggio triciclo si ritrae nelle gondole dei motori e nel muso del velivolo.
Esso presenta un'apertura alare di 24 metri, una lunghezza di 11,6 metri e un'altezza di 3,1 metri.
Per quanto riguarda la propulsione, esso è stato dotato dello stesso modello di turboelica di cui è dotato il TAI Anka, il motore diesel a 4 cilindri contrapposti PD-170, prodotto dall'azienda turca TEI (Tusaş Engine Industries), come già detto in precedenza, presente in due esemplari. Ognuno dei motori eroga una potenza di 170 shp che spingono il velivolo fino alla velocità di 250 km/h (130 kt) e sono dotati di eliche tripala.

### Sensori
Il radar dell'Aksungur è lo stesso dell'Anka, ovvero il Milsar prodotto dall'azienda turca Meteksan Defense.
Il radar ad apertura sintetica Milsar, ha una capacità SAR ad alta risoluzione, capacità di tracciamento multi-bersaglio, peso ridotto e funzionalità di integrazione rapida della piattaforma.

### Armamento
Oltre alla già citata TEBER-82, l'Aksungur, grazie ai tre piloni sotto ogni ala, può trasportare una vasta gamma di armi che comprende: bombe a guida laser TEBER-81 (basate sulla Mk 81), mini bombe a guida laser MAM-L e MAM-C, missili anticarro L-UMTAS e razzi Cirit.

## Utilizzatori
Algeria
- Al-Quwwat al-Jawwiyya al-Jaza'iriyya

6 Aksungur ordinati l'8 ottobre 2022.
 Angola
- Força Aérea Nacional Angolana

Un numero imprecisato di Aksungur ordinati a marzo 2023.
 Ciad
- Force Aérienne Tchadienne

1 Aksungur in servizio all'aprile 2024.Anka consegnati a maggio 2023.
 Kirghizistan
- Aeronautica militare del Kirghizistan

2 consegnati.
- Guardia di frontiera

Consegnati a partire da ottobre 2023.
 Turchia
- Türk Deniz Kuvvetleri

1 Aksungur consegnato il 20 ottobre 2021, il secondo esemplare il 28 marzo 2022 ed il terzo il 4 agosto dello stesso anno.